# (31489) Matthewchun
1999 CN53 (asteroide 31489) é um asteroide da cintura principal. Possui uma excentricidade de 0.09820170 e uma inclinação de 6.84093º.
Este asteroide foi descoberto no dia 10 de fevereiro de 1999 por LINEAR em Socorro.